# Windrose Airlines
Авиакомпания Windrose (англ. WINDROSE airlines, укр. Авіакомпанія «Роза Вітрів») — украинская авиакомпания, главным направлением деятельности которой является организация и выполнение корпоративных, туристических и VIP рейсов. Базовым аэропортом является Киевский международный аэропорт «Борисполь». Основные направления — Западная Европа, Ближний Восток, СНГ.
Основана 28 октября 2003 года, базируется в Киеве (Украина) Аэропорт Борисполь. Авиакомпания «Windrose» выполняет чартерные рейсы из крупных городов Украины.

Выполняла рейсы по маршрутам Киев-Барселона 
Киев-Анталья 
Киев-Тиват 
Киев-Хургада 
Киев-Ираклион 
Также внутренние рейсы по маршрутам 
Киев-Ужгород 
Киев-Львов. 
До лета 2014 в Москву

## История
С 2003 года авиакомпания осуществляла чартерные перевозки в Европу и на Ближний Восток.
С 2011 года были открыты линии регулярных рейсов в Москву и Калининград.
В 2012 году авиакомпания Windrose выбрала основную специализацию — осуществление чартерных рейсов. С 2003 года имеет лицензию на выполнение регулярных рейсов.
В июле 2013 года авиакомпания ввела в эксплуатацию дальнемагистральный широкофюзеляжный самолёт Airbus А330-223 (UR-WRQ). В январе 2018 был возвращен DAE Capital.
В декабре 2019 года авиакомпания произвела ребрендинг.
В июне 2020 года компания начала осуществлять внутренние рейсы на самолетах Embraer ERJ-145.
С июля 2020 года компания начала использовать ATR 72 на внутренних рейсах.
В ходе вторжения России на Украину по территории аэропорта Днепр были нанесены ракетные удары, аэропорт получил масштабные разрушения. Предположительно, в аэропорту находились 7 бортов Windrose; UR-RWA (ATR-72), UR-RWC (ATR-72), UR-RWE (ATR-72), UR-WRJ (A321), UR-WRH (A321), UR-WRW (A320), UR-WRR (800XP Hawker). Самолёты предположительно в целом состоянии.
В 2023 авиакомпания Windrose Airlines начала летать из Польши в разные страны мира.
1 февраля 2025 года получен Embraer ERJ-190STD от авиакомпании Международные Авиалинии Украины
19 июня 2025 года получен Airbus A319-100 в лизинг.

## Флот

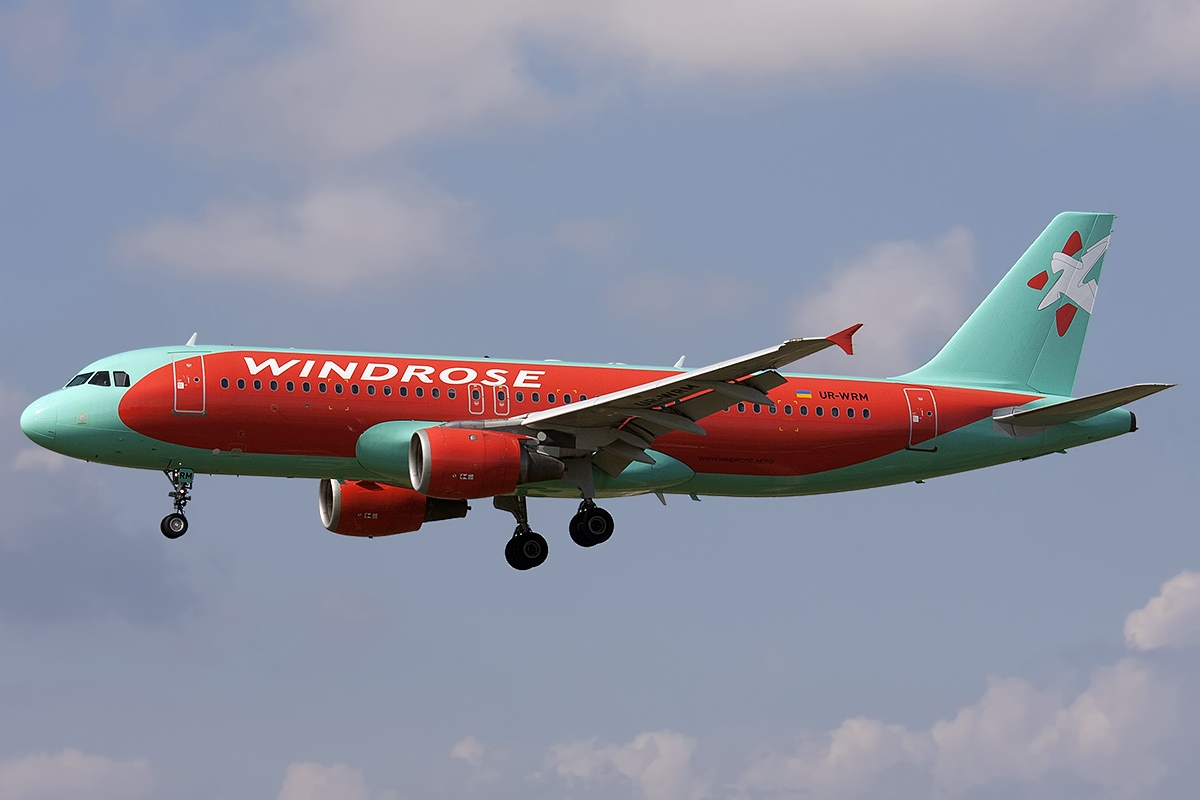
Airbus A320-200 авиакомпании Windrose.

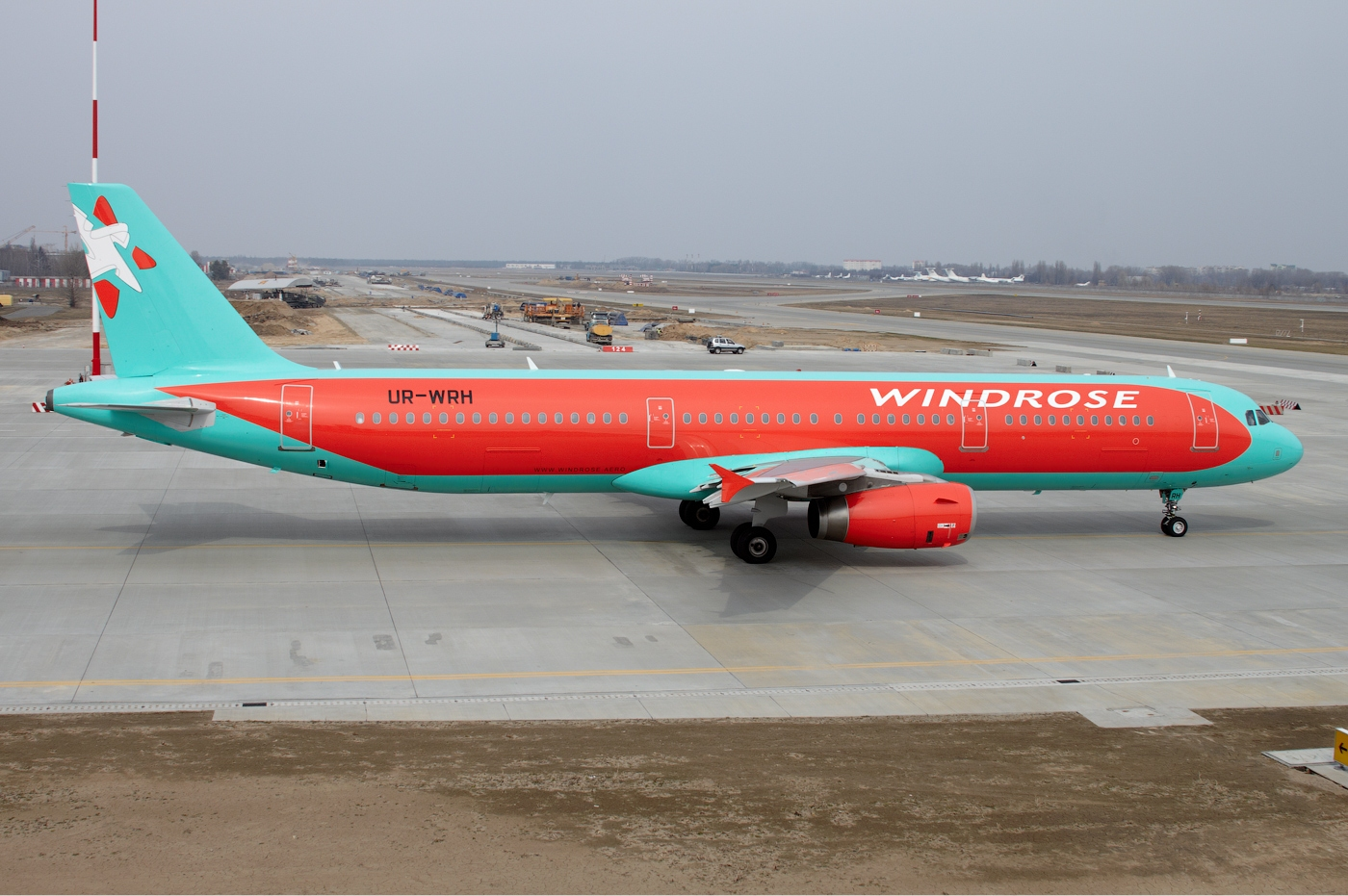
Airbus A321 авиакомпании Windrose.

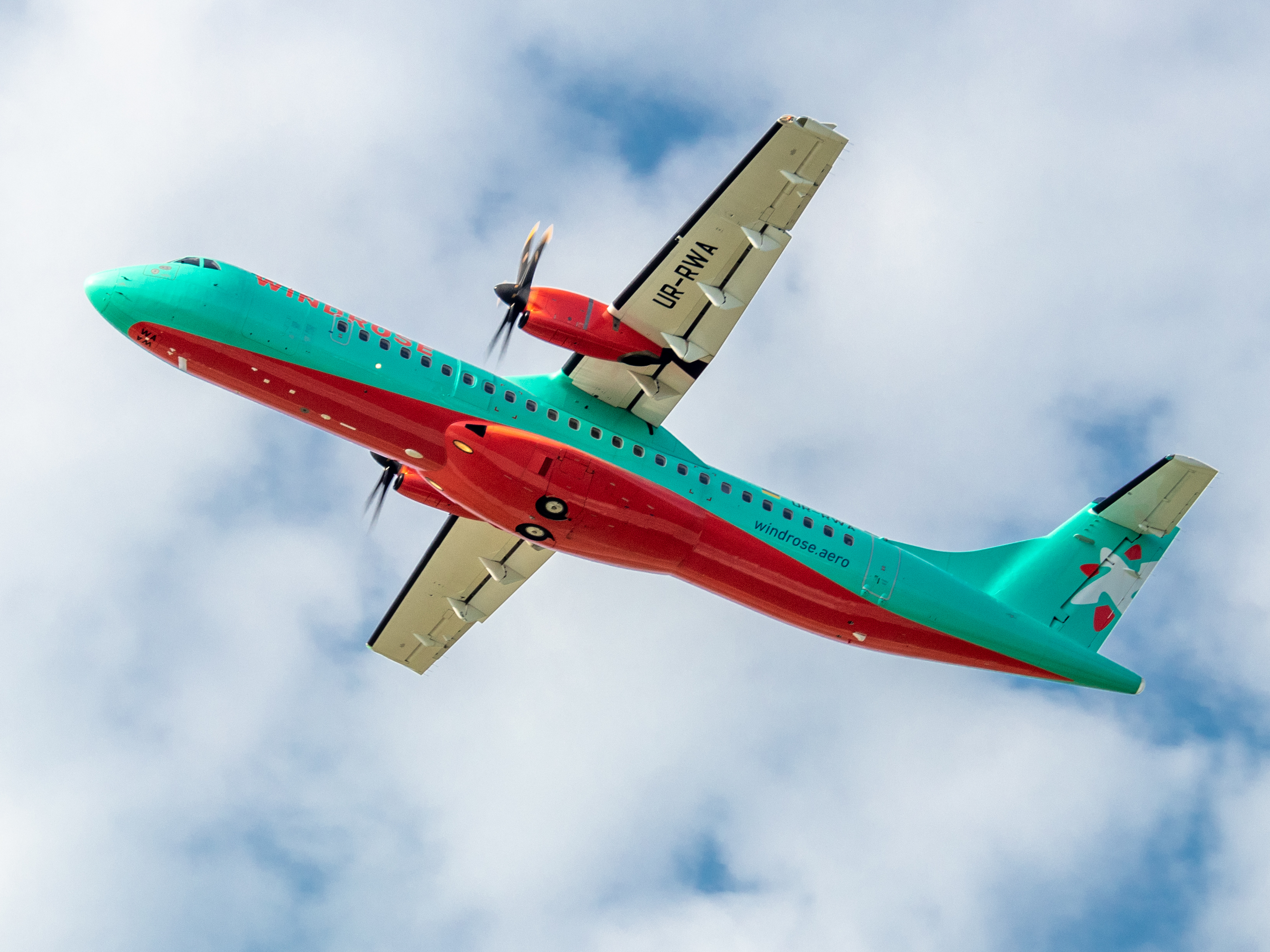
ATR 72 авиакомпании Windrose

Флот авиакомпании состоит из воздушных судов типа ATR 72, Airbus A321, Airbus A319, и Embraer 190-STD.
| Тип воздушного судна | В эксплуатации  | Заказано | Количество пассажирских мест | Примечания |
| -------------------- | --------------- | -------- | ---------------------------- | ---------- |
| Airbus A320-200      | 1(уничтожен)    | —        | 180                          |            |
| Airbus A321-200      | 4(2 унитчожено) | —        | 218                          |            |
| ATR 72               | 5(2 уничтожено) | —        | 70                           |            |
| Airbus A319-100      | 1               | —        | нд                           |            |
| Embraer 190-STD      | 1               | —        | нд                           |            |
| 7                    | 2               |          |                              |            |